# 100 Proof (Aged in Soul)
100 Proof (Aged in Soul) var en amerikansk soulgrupp från Detroit som bildades 1969. Gruppen fick skivkontrakt på Hot Wax Records. Gruppen släppte 1970 låten Somebody's Been Sleeping som placerades på åttonde plats på Billboard Hot 100. Singeln såldes i över en miljon exemplar och sålde guld. Gruppen upplöstes 1973. Gruppens namn användes under en kort period igen 1977 men då spelade helt andra musiker.

## Medlemmar
- Steve Mancha (f. Clyde Darnell Wilson 25 december 1945 - död 8 januari 2011)
- Eddie Holiday (f. Eddie Anderson - avliden)
- Joe Stubbs (f. Joseph Stubbles 1942 - död 5 februari 1998)
- Carlis McKinley "Sonny" Monroe (f. 20 mars 1938 – död 24 mars 2009)
- Donald (Don) Hatcher (f. 29 december 1949 - död 2005)

## Diskografi

### Album
- 1971 - Somebody's Been Sleeping in My Bed (Hot Wax) (U.S. #151, U.S. Black Albums #31)
- 1972 - 100 Proof (Hot Wax) (US Black Albums #40)

### Singlar
- 1969 - Too Many Cooks (Spoil the Soup) (Billboard Hot 100) #94,  U.S. Black Singles Charts #24)
- 1970 - Somebody's Been Sleeping (Billboard Hot 100 #8, U.S. Black Singles Charts #6)
- 1971 - 90 Day Freeze (U.S. Black Singles Charts #34)
- 1971 - Driveway (U.S. Black Singles Charts #33)
- 1971 - One Man's Leftovers (Is Another Man's Feast) (Billboard Hot 100 #96, U.S. Black Singles Charts #37)
- 1972 - Everything Good Is Bad (Billboard Hot 100 #45)